# ISU-152 (自走砲)
ISU-152またはJSU-152（ロシア語: ИСУ-152イ・スゥー・ストー・ピヂスャード・ドヴァー）は、IS-2のシャーシを利用し、ケースメート（砲郭）式にML-20 152mm榴弾砲 を装備した自走砲である。生産の終了するSU-152自走砲の後継として、1943年12月より量産が開始された。戦闘室はSU-152と類似した構造で、砲を122mmに変更したISU-122自走砲とは、ほとんど同じ車輌である。
本車の生産は戦後の1955年まで継続し、後に近代改修型として1956年にISU-152Kに、1959年にその一部がISU-152Mとなった。また大戦中にポーランド人民軍にも供与され、1960年代にエジプトに輸出もされている。生産数は、大戦中にISU-122系と合わせて約4075輌、大戦後にISU-152が約2450輌であった。

## 概要
KV-1S重戦車をベースとしたSU-152が、その火力で敵の重防御拠点や重戦車を破壊可能な成功作となったことから、KV-1Sの後継車でも、そのシャーシを流用した自走砲の開発が求められた。新型自走砲の開発は、ベースとなる新重戦車、後にIS-1と呼ばれるようになるIS-85の開発と併行して行われ、オブイェークト241の名で試作車が完成した。これは1943年夏にGKO（国防委員会）に提示され、ISU-152として採用、12月には同一車体で搭載砲が異なるISU-122と共に最初の35輌が生産された。
ISU-152のレイアウトは成功作であったSU-152のそれをほぼそのまま引き継いでおり、戦闘室形状も酷似しているが、KV系列に比べ新型のIS型シャーシが低いため、逆に上部戦闘室は背が高くなっている。車長および砲手用ハッチは、IS-1/2重戦車のキューポラ上に使われたものとほぼ同形の両開き式となり、後期の生産車では車長用ハッチに機銃架が装着された。この2つのハッチ、および後方の装填手ハッチ上には回転式のMK4ペリスコープが装着され、SU-152で使われていた戦闘室天井周囲の固定式ペリスコープは除かれた。
また戦闘室天井は、全面がボルト止めされていたSU-152に対し、ISU-152では後半部分のみがボルト止めで前半部は溶接に改められている。これは被弾・誘爆時に容易に外れて爆風を逃がすための措置とされるが間違いであり、この下に弾薬庫は存在せず戦闘室左右と底部に弾薬・装薬が分散配置されている。
1944年2月には、軍または方面軍直轄の独立重自走砲連隊（OTSAP）に21輌ずつ配備され、1944年の末からは戦車軍直轄の特別機械化砲兵旅団に65輌ずつが配備された。ISU-152と122は、終戦までにこれらの53の部隊に編成された。重自走砲連隊は1944年夏のバグラチオン作戦から本格的に活躍を開始し、少なくとも14個連隊が投入された。また野戦だけでなく、後のケーニヒスベルクやベルリンのような市街戦でも威力を発揮している。ISU-152はISU-122に比べ砲の発射速度や砲口初速が劣り、対戦車戦闘に最適とは言えなかったものの、当時の中戦車クラスなら炸薬量の多い榴弾でも破壊可能で、徹甲弾がたとえ貫通しなくても装甲内壁を剥離・飛散させ乗員を殺傷したり、弾量効果による衝撃で叩き割ったり、故障を起こさせて戦闘不能に追い込むことができた。
新たなドイツ軍重戦車の出現に備え、より高い装甲貫徹能力をもつ砲を搭載することも試みられた。オブイェークト246（ISU-152-1）として長砲身の152mm砲であるBL-8を搭載したタイプが試作され、同じくBL-10を搭載するオブイェークト247（ISU-152-2）、また口径130mmの海軍砲S-26を搭載するオブイェークト250（ISU-130）も作られているが、どれも量産には至っていない。またIS-3の車台を用いて、前面装甲120mmの避弾経始を取り入れた戦闘室を持つオブイェークト704（ISU-152 1945年型）も作られ採用されたが、やはり本格量産には至っていない。

## 第二次世界大戦後の実戦参加
- 朝鮮戦争では朝鮮人民軍が使用した。

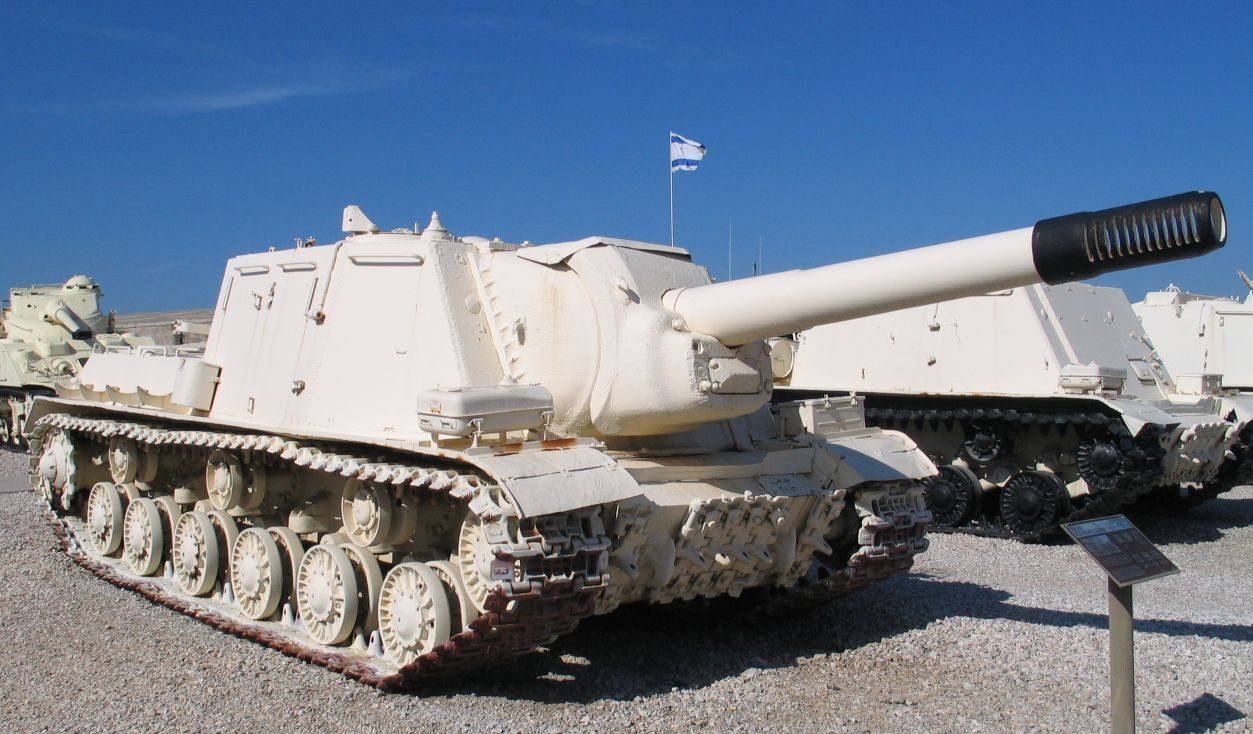
エジプト軍で使用されたISU-152。イスラエルのラトルン戦車博物館に展示されている

- 1960年代にエジプトに輸出されたISU-152は、第三次中東戦争及び第四次中東戦争に投入された。
- 旧イラク軍が保有していたISU-152の中で使用可能な車両はイラン・イラク戦争及び湾岸戦争で使用された。

## 形式・派生型
ISU-152
152mm砲装備。1943年から1955年に生産。
ISU-122
122mm砲装備。1943年から1952年に生産。1950年代後期以降、余剰化したISU-122は後述の派生車種に改造された。
オブイェークト246 (ISU-152-1)
長砲身152mm砲"BL-8"を搭載した試作型。
オブイェークト247 (ISU-152-2)
長砲身152mm砲"BL-10"を搭載した試作型。
オブイェークト250 (ISU-130)
長砲身130mm砲"S-26"を搭載した試作型。
オブイェークト704（ISU-152 1945年型）
IS-3の車体から改造された傾斜装甲を持つ152mm砲装備の試作型。
ISU-152K
1956年に改良された型。T-54と同じエンジンへの換装、車長キューポラ追加など。
ISU-152M
1959年に改良された型。暗視装置追加など。
ISU-T
ISU-122/152の主砲を撤去し、野戦指揮車両とした型。
BTT-1
ISU-122/152の主砲を撤去し、装甲牽引車/装甲回収車とした型。
2P4
ISU-122/152の車台をベースにしたFROG-1無誘導地対地ロケットの輸送起立発射機。システム名称は2K4 フィリン。
8U218
ISU-122/152の車台をベースにしたR-11スカッドA弾道ミサイルの輸送起立発射機。
2P19
ISU-122/152の車台をベースにしたR-11スカッドA / R-17スカッドB弾道ミサイルの輸送起立発射機。

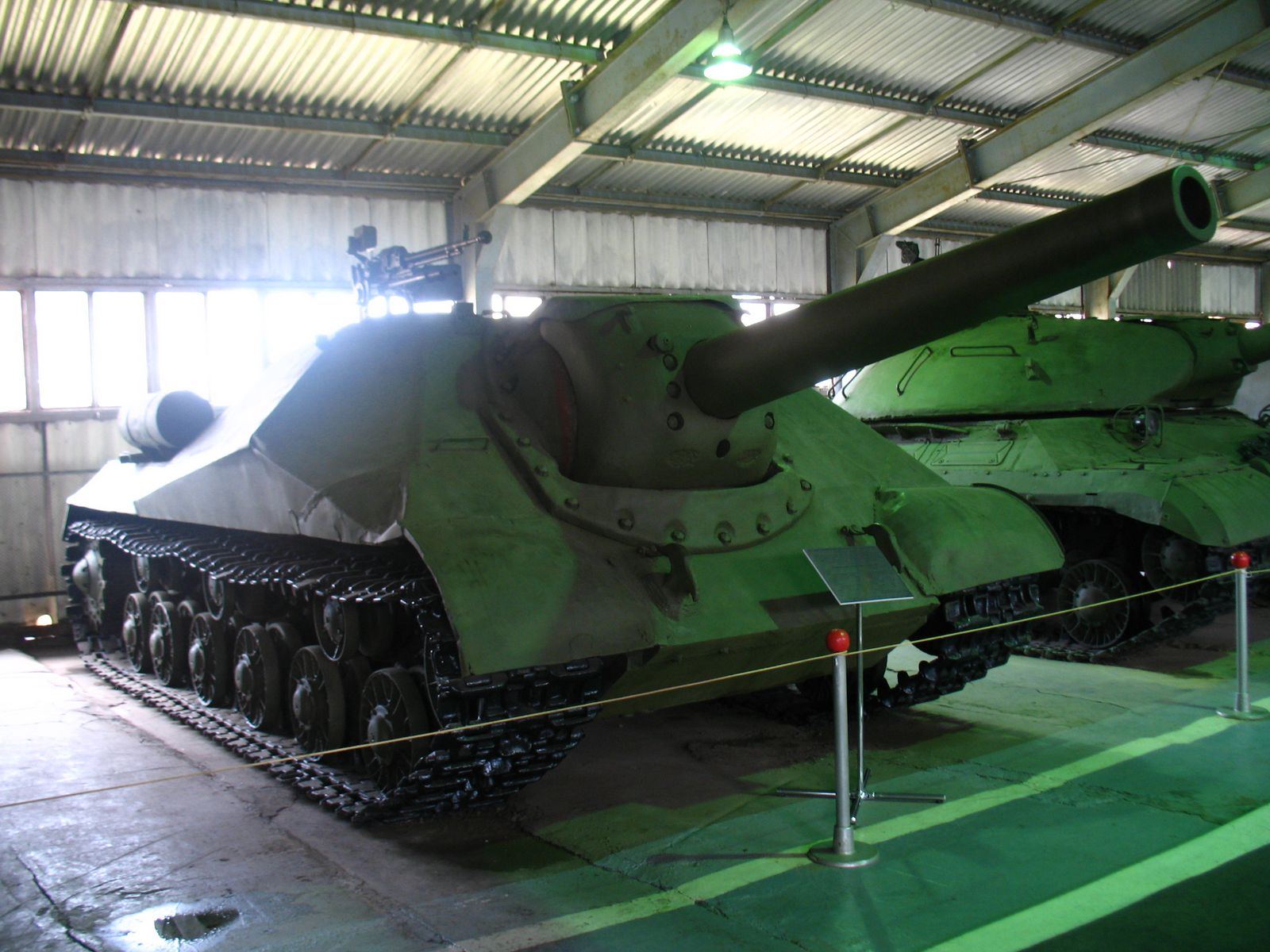
オブイェークト704
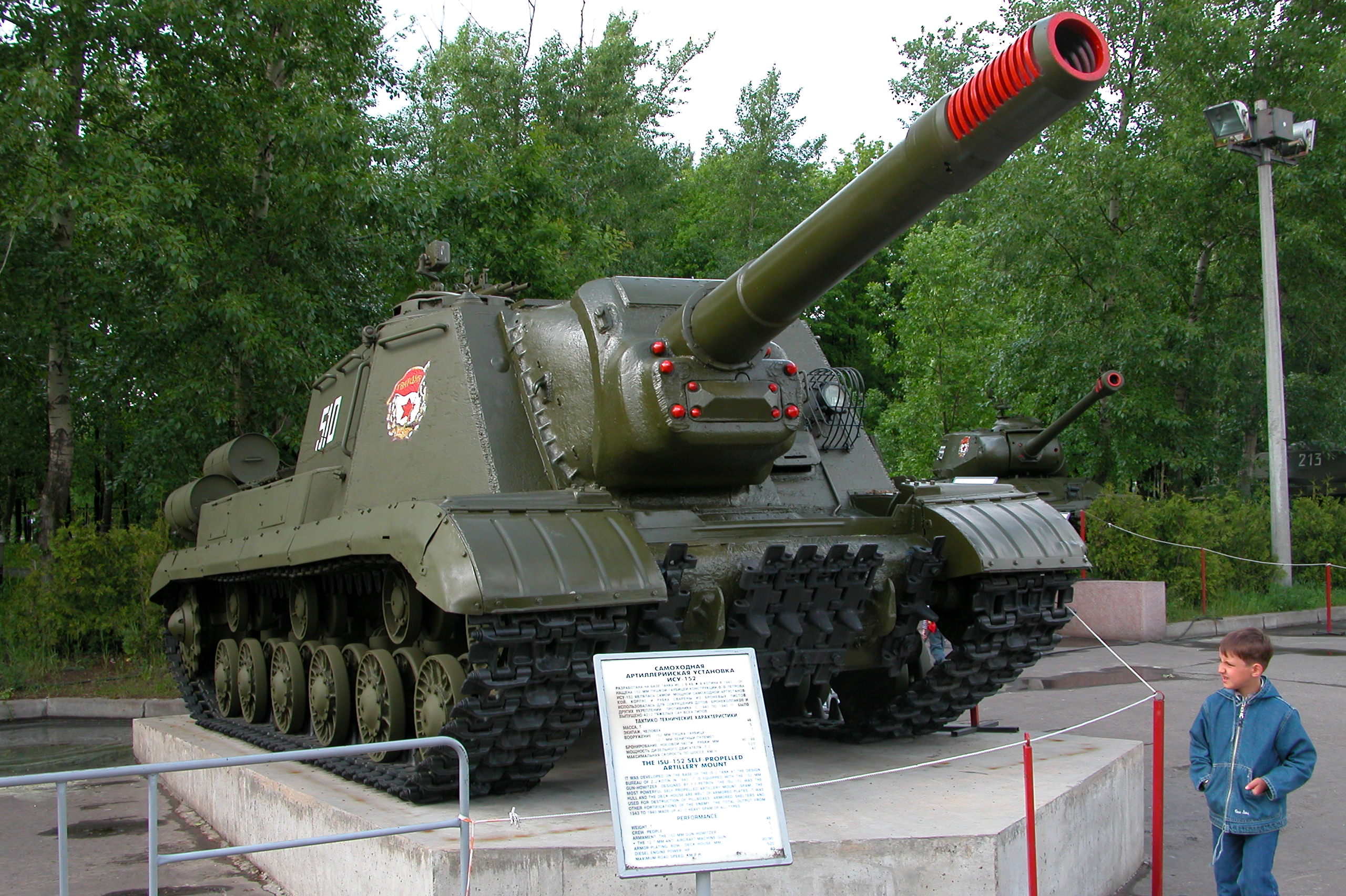
戦後型のISU-152K。
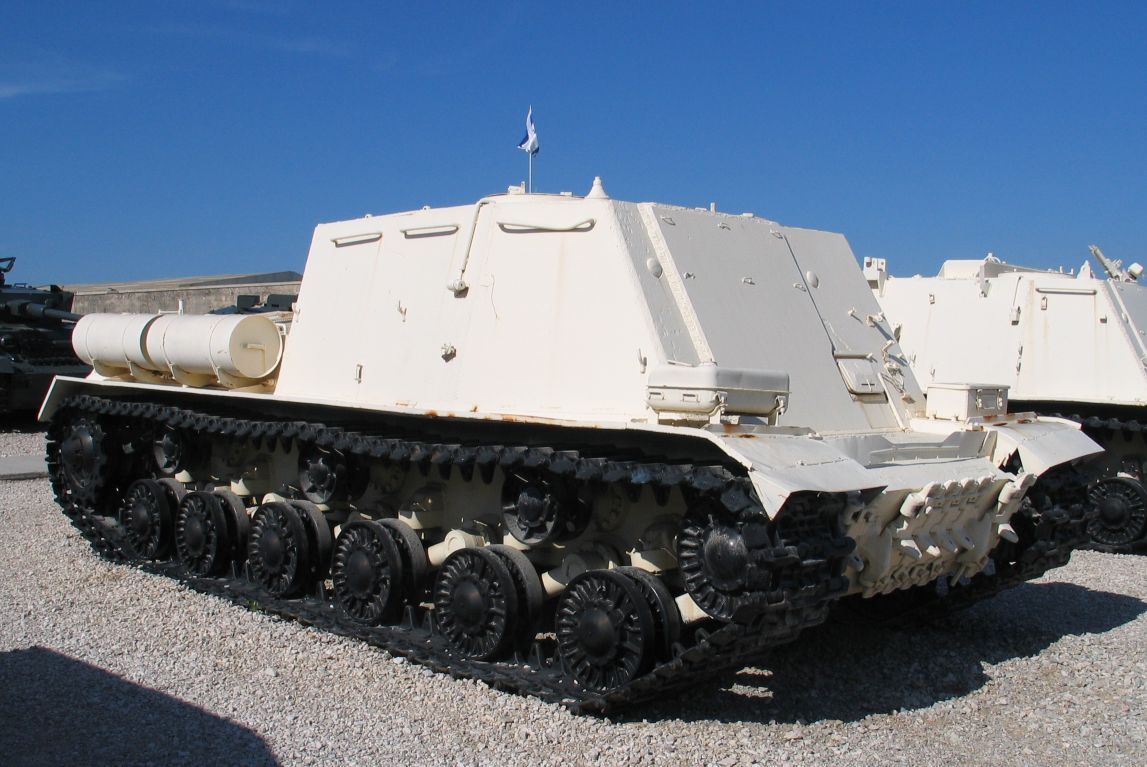
ISU-T
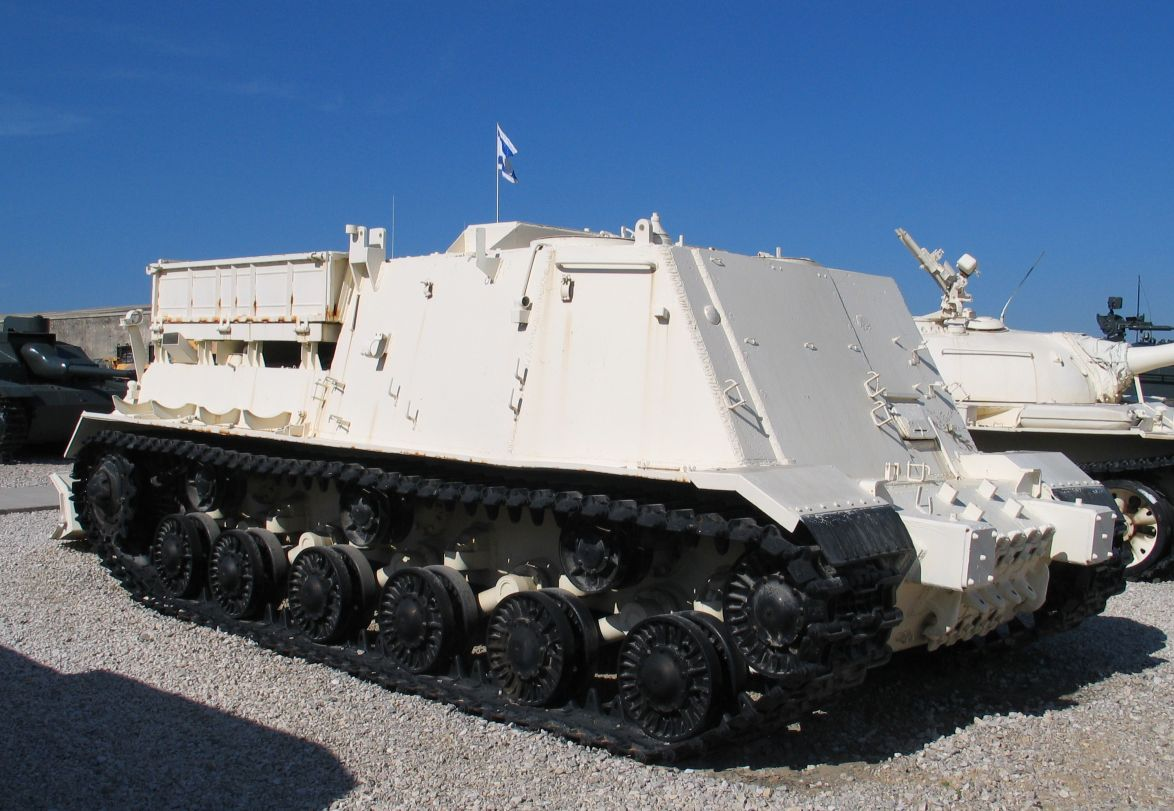
BTT-1
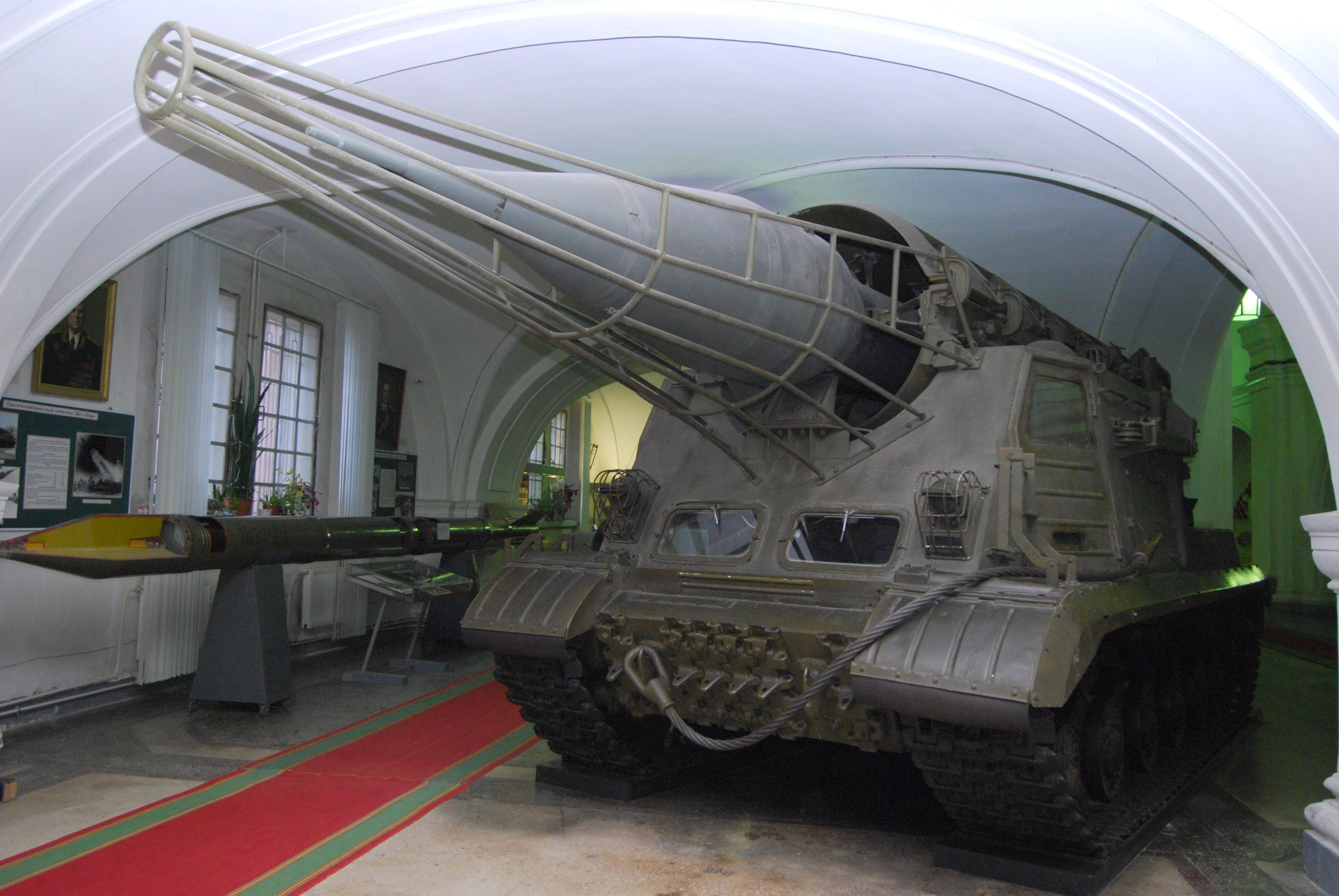
2P4 自走発射機 (2K4 フィリン)
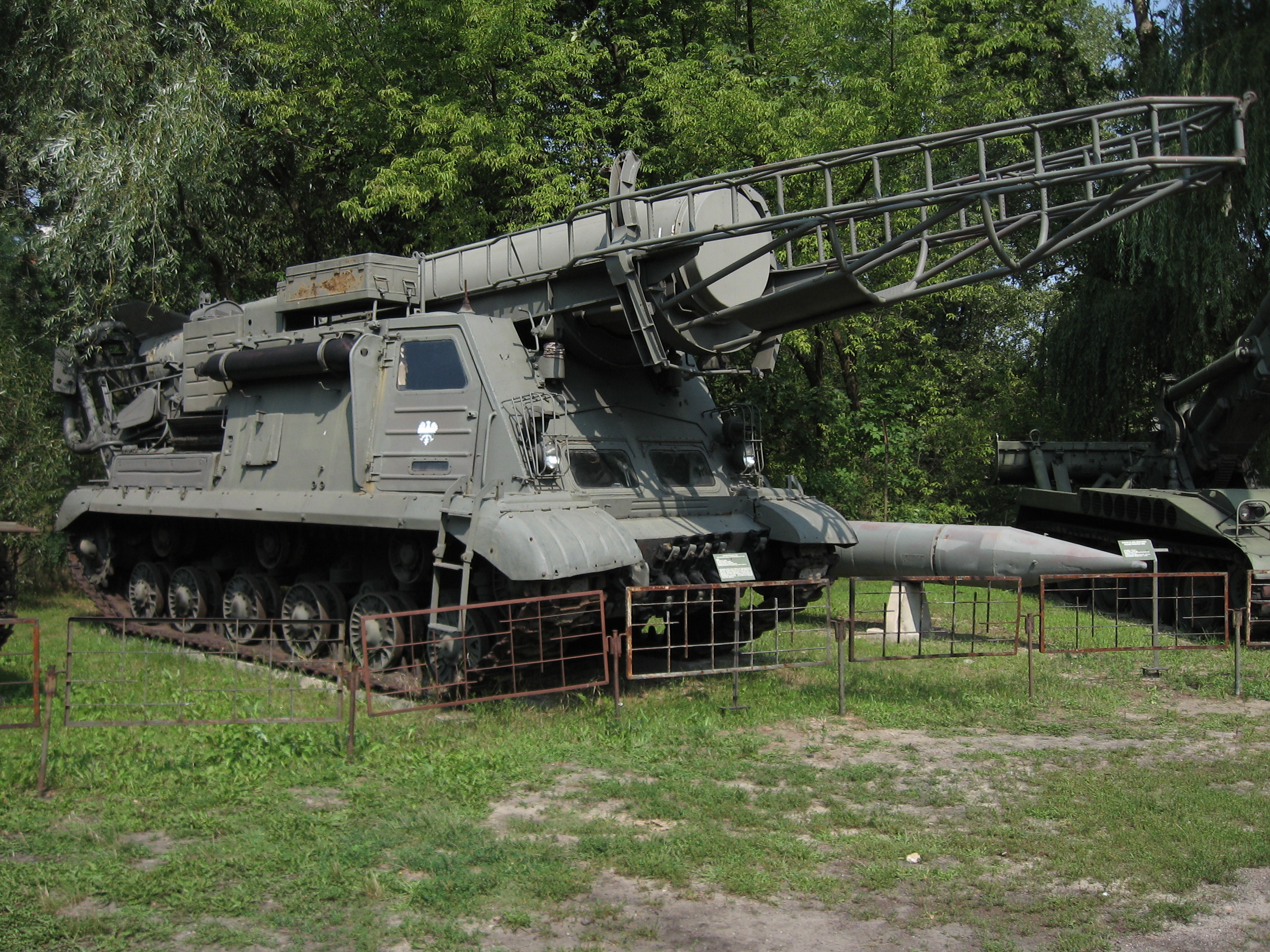
8U218 自走発射機
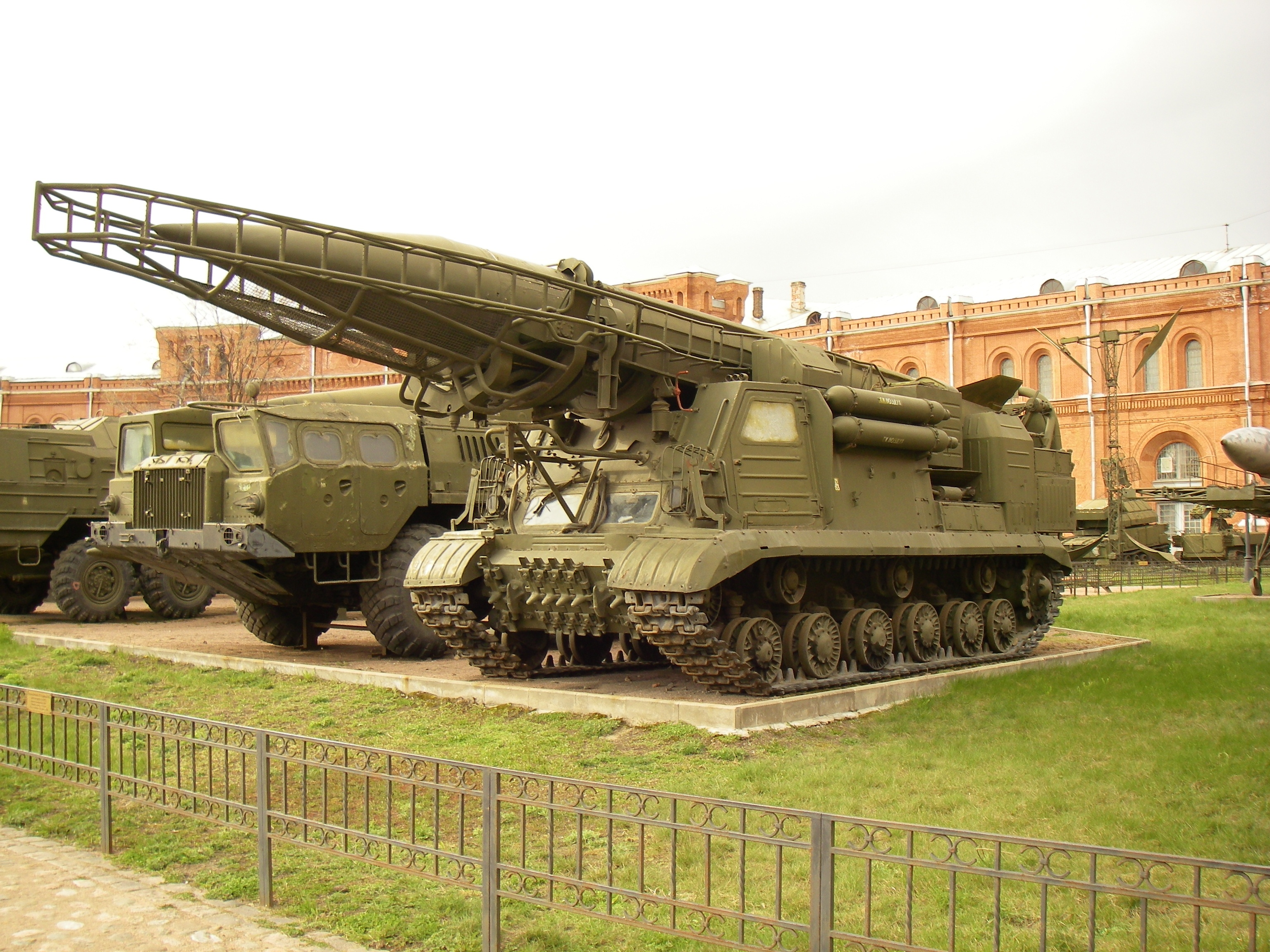
2P19 自走発射機（R-17スカッドB）

## 登場作品

### 映画
『ホワイトタイガー ナチス極秘戦車・宿命の砲火』
ソ連軍のT-34(76・-85)とタンクデサントの兵士達が進行する際にISU-152が準備砲撃を行う。

### ゲーム
『War Thunder』
ソ連駆逐戦車ISU-152として開発することでプレイヤーが使用可能。
『World of Tanks』
ソ連駆逐戦車ISU-152として開発することでプレイヤーが使用可能。
¹『World of Tanks Blitz』
ソ連TierⅧ駆逐戦車 ISU-152として開発可能
『トータル・タンク・シミュレーター』
ソビエト連邦の改自走砲としてISU-152が登場。